# 聖娜
聖娜（Thena，本名阿祖拉 Azura）是漫威漫畫公司出版的美國漫畫書中出現的角色。該角色由馬丁·A·伯斯頓和傑克·科比創作，最初以米勒娃（Minerva）的身份出現在《紅鴉漫畫》（Red Raven Comics）第1期（1940年8月）中，但後來在《永恆族》（The Eternals）第5期（1976年11月）中以聖娜（Thena）的身份重新亮相。  她是永恆族（Eternals）的成員，永恆族是漫威宇宙中的超人類種族。她也是僱傭英雄（Heroes for Hire）的成員。
安潔莉娜裘莉在2021年的漫威電影宇宙電影《永恆族 (電影)》中飾演聖娜。

## 資料來源
1. ↑  Pierce-Bohen, Kayleena. . ScreenRant. 2021-06-13  [2023-01-07] （英语）.
2. ↑  Davison, Josh. . CBR. 2021-07-24  [2023-01-07] （英语）.